# François Huber

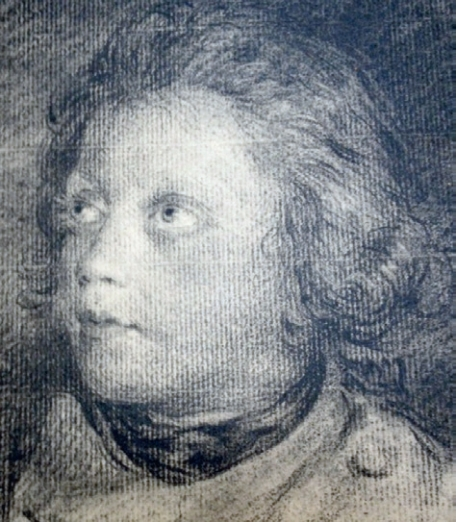
Portrét mladého Françoise Hubera od jeho otce Jeana Hubera

François Huber (2. července 1750 – 22. prosince 1831) byl švýcarský entomolog, který se specializoval na výzkum včely medonosné. Jeho průkopnická práce byla uznávána po celé Evropě a byla založena na důkladném pozorování s pomocí několika asistentů kvůli jeho slepotě. 

## Život

### Raný život
François Huber se narodil v Ženevě 2. července 1750 v respektované a dobře situované rodině obchodníků a bankéřů s důležitými vazbami na Ženevu, Lyon a Paříž. Rodina Huberových měla členy v nejvyšších kruzích a institucích místní společnosti a byla propojena s dalšími prominentními rodinami. Rodina významně přispěla do vědecké a teologické literatury. Jeho prateta Marie Huber byla známá jako spisovatelka o náboženských a teologických tématech a jako překladatelka. 
Jeho otec Jean Huber (1721–1786) byl  známý umělec, který nakreslil několik portrétů francouzského spisovatele a filozofa Voltaira, který byl jeho blízkým přítelem. Zajímal se také o sokolnictví a jeho výzkum vedl k tomu, že na toto téma publikoval.
Od raného dětství François studoval literaturu a přírodovědu, což byla vášeň, kterou sdílel se svým otcem. Navštěvoval Collège de Saussure, ale jeho zdraví se začalo brzy zhoršovat. Zrak mu začal selhávat v patnácti letech. Jeho otec požádal o pomoc lékaře a očního specialistu Théodora Tronchina, aby ho léčil. Poslal mladého Françoise do vesnice Stains u Paříže kde žil v rolnické rodině daleko od tlaku společnosti. Léčba byla pro jeho zdraví velmi prospěšná a François rád vzpomínal na toto období a pohostinnost po celý život.
Jeho zrak se však postupem času nadále zhoršoval. V tomto období se seznámil se svou budoucí manželkou Marií Aimée Lullin. François stále vnímal světlo a komunikoval s ostatními, jako by byl zdravý. Nakonec však úplně oslepl, ale celý život říkal: "Viděl jsem, viděl jsem na vlastní oči" když vzpomínal na své mládí.

### Manželství
François se seznámil s Marií Aimée Lullin, dcerou syndlikálů Švýcarské republiky. Byli tanečním párem a vyrůstali spolu. Její otec odmítl souhlasit s jejich svatbou kvůli jeho slepotě, protože se obával aby jeho jmění neskončilo v rukou slepého muže. Marie však odmítla Françoise opustit a rozhodla se počkat do svých pětadvaceti let, kdy se mohla legálně rozhodnout sama.
Marie odolávala nátlaku svého otce, aby si Françoise nevzala. Aby se mohla provdat, musela počkat, až dosáhne plnoletosti, tehdy to bylo 25 let. Dne 28. dubna 1776  se provdala za Françoise Hubera, bylo jí 25 let a 23 dní. Po jejím boku byla blízká přítelkyně a důvěrnice Louise Eléonore Brière de Candolle (matka Augustina Pyramus de Candolle). Marie se stala Françoisovou sekretářkou, asistentkou, spolupracovnicí, předčítala mu a byla velmi pozorná. Tohoto silného láskyplného vztahu si mnozí všimli, včetně Voltaira, který se o tom zmiňoval ve své korespondenci, a také byl inspirací pro spisovatelku Germaine de Staël, když ve svém románu Delphine popisovala rodinu Belmontových.
Manžele Huberovi měli dvě děti, syna Pierra Hubera a dceru Marii Anne Huber de Molin.

### Raný výzkum

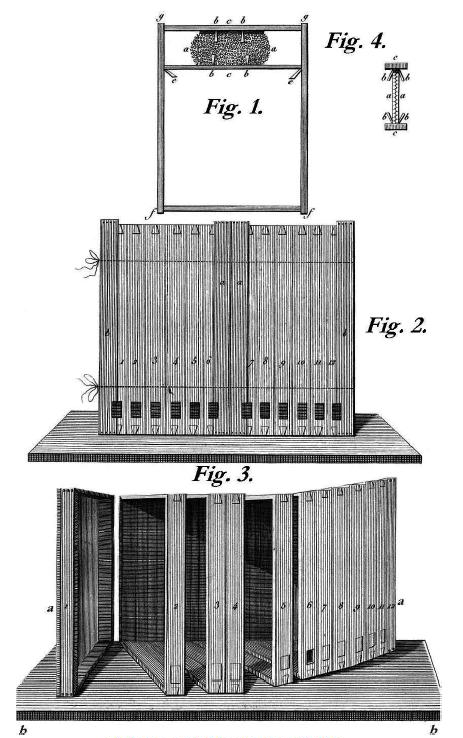
Huberův úl se skleněnými rámky

O včely se začal zajímat po přečtení děl René de Réaumura a Charlese Bonneta. S Bonnetem se znal osobně, protože také bydel v Ženevě a byl shodou okolností jeho strýcem.. Jeho zájem se soustředil na biologii včel. Protože byl již slepý, musel se spolehnout na pomoc druhých. Patřila sem jeho žena, ale také sluha François Burnens, který byl svému pánovi plně oddán. François Burnens (1760–1837) byl synem rolníků z Oulens-sous-Échallens z kantonu Vaud. Huber ho vedl a učil a vše sdílel prostřednictvím dotazování. Huberovy objevy by nebyly možné bez jeho dovedností a statečnosti. François Burnens odešel v roce 1795 a vrátil se do své vesnice kde se oženil a stal se farmářem a místním soudcem.
Huber svým „pozorováním“ zjistil, že včelí královna se nepáří v úlu, ale ve vzduchu a podrobně popsal, jak je toto načasování zásadní. Potvrdil také objev A. M.Schiracha, že včely dokážou pomocí potravy (mateří kašičky) přeměnit vajíčka na včelí matky a že vajíčka mohou klást i včely dělnice (trubčice). Popsal bitvy mezi matkami, vyhánění trubců na konci léta i to, co se stane, když včelí matku nahradí nová. Dokázal také, že včely ke komunikaci používají svá tykadla. Zkoumal rozměry buněk a na to, jak ovlivňují tvar hmyzu, na způsob, jakým larvy tvoří své zámotky. Objevil, že matky jsou vejcorodé, důvody vzniku rojů a jako první poskytl přesnou biologickou studii včelstev.
Tato pozorování byla provedena pomocí vlastního typu úlu, ve kterém byl každý plást umístěn do samostatného skleněného boxu. Úly se otevíraly jako listy knihy s viditelným každým rámkem, to umožnilo týmu pozorovat včely a sledovat je. Tyto úly byly první moderní pozorovací úly, do té doby byly úly kruhové a ze slámy (košnice).  

### První publikace

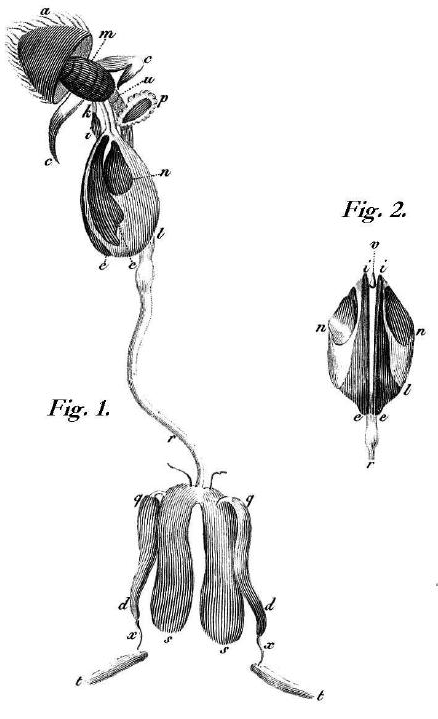
Orgány Trubce, ilustroval Pierre Huber

Výsledkem Huberova výzkumu byla publikace Nouvelles Observations sur les Abeilles (Nová pozorování včel) vydaná v Ženevě v roce 1792. 800 stránkový svazek byl sestaven z dopisů, které François Huber  posílal Charlesi Bonnetovi. Do angličtiny byla přeložena v roce 1806 a později také do němčiny. Vědecká veřejnost dílo velmi dobře přijala nejen kvůli novým objevům, ale také proto, že dílo vzniklo navzdory okolnostem Huberova hendikepu. Přivítala ho také většina Evropských univerzit, zejména Francouzská akademie věd. Publikace ovlivnila také další vědce, včetně proslulého přírodovědce Charlese Darwina, který vlastnil kopii a referoval o ní ve svém slavném díle O původu druhů. Zmiňoval také syna Pierra Hubera.

### Další výzkum
François Huber se později začal zabývat výzkumem vosku a jeho původu. Do té doby se předpokládalo, bez dostatečného důkazu, že pochází z medu. Huber v té době již vysvětlil původ propolisu a pomocí pozorování s Burnensem byl schopen určit, že vosk vzniká mezi zadečkovými články včel jako malé šupinky. Tyto počáteční poznatky o vosku byly publikovány v Premier Mémoire sur l'origine de la Cire (První poznatky o původu vosku) v roce 1804.

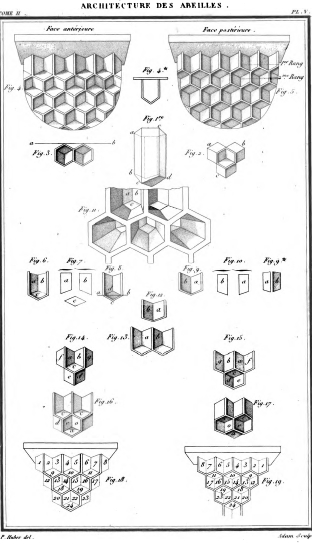
Kresba Pierra Hubera pro knihu jeho otce

Manželka Marie-Aimée pomáhala Françoisovi, ale také začala učit svého syna Pierra Hubera. Výuku začal i u svého otce, později ale pokračoval v publikaci svých vlastních knih, ne o včelách, ale o mravencích. Huber se svým synem, novým asistentem po svém boku, mohl pokračovat ve svém výzkumu a v roce 1814 vydal druhé vydání svého díla, které částečně Huber mladší upravil. Další poznatky o vosku byly publikovány rovněž v jeho druhém vydání. Huberovi také pomohla Christine Jurineová, která pro něj preparovala včely a objevila vaječníky včel dělnic.
Huber zkoumal škody způsobené Lišajem smrtihlavem (Acherontia atropos) v úlech a zabýval se otázkou čichu a jeho důležitosti v úlu. Studoval také dýchací systém včel. Podařilo se mu prokázat, že včely spotřebovávají kyslík jako ostatní zvířata. To vedlo k otázce, jak přežiji v tak velké populací v uzavřených úlech s jen malým přísunem čerstvého vzduchu. Podařilo se mu poprvé prokázat, že včely používají svá křídla k cirkulaci vzduchu a vytvářejí dodatečné větrání. Aby analyzoval vzduch, spolupracoval s Jeanem Senebierem, dalším ženevským vědcem, který zkoumal tuto otázku s ohledem na zeleninu. Ti dva se spřátelili a vydali Mémoires sur l'Influence de l'Air et de Diverses Substances Gazeuses dans la Germination de Différentes Graines („Práce o vlivu vzduchu a různých plynných látek na klíčení různých semen“) kterým prokázali potřebu kyslíku při klíčení semen.

### Poslední roky
Francois Huber strávil poslední léta v Lausanne, kde se o něj starala jeho dcera Marie Anne de Molin. Pokračoval v některých svých výzkumech a zůstal aktivní. Zajímal se o objev včel bez žihadla poblíž Tampica v Mexiku kapitánem Hallem. Profesor Prevost mu dal několik vzorků a později celé včelstvo. Svou mentální kapacitu si prý zachoval až do smrti. Ti, kteří mu byli blízcí, říkali, že byl milující a milovaný až do konce. Zemřel 22. prosince 1831 v náručí své dcery.
François Huber byl do značné míry zapomenut nejen v místní historii Ženevy, ale také ve včelařské komunitě, přestože jeho objevy byly více než dvě století nezpochybnitelné.